# Districtul Hajdúnánás
Hajdúnánás (în maghiară Hajdúnánási járás) este un district în județul Hajdú-Bihar, Ungaria.
Districtul are o suprafață de 547,27 km2 și o populație de 29.638 locuitori (2013).